# رينيه بازين
رينيه بازين (بالفرنسية: René Bazin) (و. 1853 – 1932 م) هو كاتب، وأستاذ جامعي، وشاعر قانوني ‏، وصحفي، وروائي فرنسي، ولد في أنجيه، كان عضوًا في أكاديمية اللغة الفرنسية (منذ 18 يونيو 1903)، توفي في باريس، عن عمر يناهز 79 عاماً.

## مناصب
تولى منصب seat 30 of the Académie française ‏
.

## التعليم
تعلم في Catholic University of the West ‏، وتعلم في كلية الحقوق في باريس
.

## جوائز وترشيحات
حصل على جوائز منها:
- نيشان جوقة الشرف من رتبة ضابط (15 يناير 1920)[9]
- وسام جوقة الشرف من رتبة فارس (16 أغسطس 1900)[9]
- Vitet Prize  [لغات أخرى]‏ (1896)
- جائزة مونتيون - الآداب [الإنجليزية]‏ (1893)
- وسام القديس غريغوريوس الكبير

ترشح لـ:
- جائزة نوبل في الأدب (1915)[14]
- جائزة نوبل في الأدب (1914).[14]

## روابط خارجية
- رينيه بازين على موقع الموسوعة البريطانية (الإنجليزية)